# Equipe antiguana na Copa Davis
A equipe antiguana na Copa Davis representa Antígua e Barbuda na Copa Davis, principal competição de tênis masculina por equipes do mundo. É administrada pela Antigua and Barbuda Tennis Association.